# میشائیل شوماخر
میشائیل شوماخر (به آلمانی: Michael schumacher) (تلفظ آلمانی: [ˈmɪçaʔɛl ˈʃu:maxɐ] () (زاده ۳ ژانویه ۱۹۶۹)، رانندهٔ افسانه ای مسابقات فرمول یک اهل و ساکن آلمان است. او در تیم‌های جردن گرند پریکس، بِنِتون، فراری و مرسدس عضویت داشته‌است؛ او بیش‌تر دوران ورزشی خود را در تیم فراری سپری کرد و با تیم مرسدس به رقابت‌های فرمول یک بازگشت. او اغلب به عنوان یکی از بهترین و بزرگترین راننده‌های فرمول یک و تاریخ ورزش شناخته می‌شود. او با کسب هفت عنوان قهرمانی فرمول یک قهرمانی جهان همراه لوئیز همیلتون پر افتخارترین راننده این رقابت‌ها می‌باشند؛ پنج عنوان از هفت عنوان قهرمانی شوماخر، به‌طور پیاپی کسب شده‌است. او همراه لوئیز همیلتون پر افتخارترین راننده‌های تاریخ این رشته هستند؛ او صاحب رکورد بیش‌ترین قهرمانی در فرمول یک قهرمانی جهان به همراه لوئیز همیلتون (۷)، بیش‌ترین پیروزی در رقابت‌های جایزه بزرگ(۹۱)بعد از لوئیز همیلتون، بیشترین کسب سکو بعد از لوئیز همیلتون با(۱۵۵)، بیشترین شروع از خط یک بعد از لوئیز همیلتون(۶۸)، و بیش‌ترین پیروزی در طول یک فصل به همراه سباستین فتل (۱۳ پیروزی در ۱۸ مسابقه) بیش‌ترین عنوان سریع‌ترین دورمسابقه‌ها (۷۷). شوماخر به همراه لوئیز همیلتون و ایرتون سنا برترین راننده‌های تاریخ ورزش به‌شمار می‌آیند.

## زندگی
میشائیل شوماخر در ۳ ژانویه ۱۹۶۹ از مادر و پدری به نام‌های الیزابت و رالف زاده شد. وی در ۴ سالگی صاحب یک اتومبیل پدالی شد و پدرش برای افزایش سرعت آن موتوری بر آن نصب کرد و او در نخستین حادثه زندگی خود به تیر چراغ برق برخورد. میشائیل در این سن کوچک‌ترین عضو باشگاه اتومبیل‌رانی به شمار می‌آمد. یک سال بعد پدرش یک اتومبیل مجهز دست دوم برای او خرید و او توانست در ۶ سالگی نخستین قهرمانی خود را به دست آورد. حضور میشائیل در مسابقه‌های اتومبیل‌رانی محلی باعث شد خانواده شوماخر دوستان زیادی پیدا کنند. یکی از این دوستان یورگن دیلک بود که یک ماشین جدید به میشائیل هدیه کرد.
وی در اوت ۱۹۹۵ با کورینا بِچ ازدواج کرد که پیش از این همسر هاینتز هارولد فرنتزن بود. نخستین فرزندش جینا-ماریا نام گرفت که در ۲۰ فوریه ۱۹۹۷ به دنیا آمد. فرزند دوم میشائیل، میک (Mick)، نیز در ۲۲ مارس ۱۹۹۹ زاده شد. میشائیل و کارینا به همراه دو فرزندشان هم‌اکنون در سوئیس در نزدیکی دریاچه ژنو زندگی می‌کنند. شوماخر به‌شدت حامی زندگی خصوصی خود است و هر کاری می‌کند تا خانواده‌اش را از کانون توجه دور نگه دارد. برادرش رالف شش سال از او کوچک‌تر است و همانند او راننده فرمول یک.
میشائیل شوماخر توانایی خود را در چندین درس نظیر ریاضیات و زبان انگلیسی و ورزش‌هایی مانند جودو و فوتبال به اثبات رساند. وقتی به سن ۱۱ سالگی رسید بر سر دوراهی ماند که جودو را انتخاب کند یا اتومبیل‌رانی را، که او جودو را انتخاب کرد و در مسابقه‌های جودو به مقام سومی رسید و راه رفته را بازگشت. او در سن پانزده و شانزده سالگی به ترتیب به مقام قهرمانی آلمان و نایب‌قهرمانی جوانان جهان دست یافت. میشائل شوماخر اسطوره رانندگی فرمول یک (F1) در ۲۰۱۳ بر اثر حادثه در کوه‌های آلپ فرانسه به کما رفت و در ۲۰۱۹ به‌طور کامل به هوشیاری کامل رسید.

## زندگی ورزشی
میشائیل بیشتر وقت خود را صرف اتومبیل‌رانی می‌کرد، ولی به مدرسه نیز می‌رفت. میشائیل پس از اتمام دوران مدرسه در گاراژی در نزدیکی محل سکونتش کار خود را آغاز کرد. کار در گاراژ باعث شد تا او از عملکرد اتومبیل اطلاعات بیشتری کسب کند. او پس از یک سال محل کار خود را تغییر داد و به گاراژ ویلی رفت. در این گاراژ ماشین‌های تندرو تعمیر می‌شدند. او با کار در این محل دوره مکانیکی خود را تکمیل کرد.
ویلی وبر مدیر برنامه‌های میشائیل شوماخر است که همکاری آن‌ها از فرمول ۳ آلمان شروع شد. میشائیل و ویلی بدین گونه با هم آشنا شدند: ویلی به دنبال راننده‌ای می‌گشت تا او را جانشین یواخیم وینکل هوک کند. او نکته‌های مثبتی در میشائیل دید و از او خواست تا در فرمول ۳ شرکت کند و میشائیل گفت نمی‌توانم، چون پول آن را ندارم؛ و ویلی به او گفت نگران نباش و فقط بران.
در ۱۹۸۹ میشائیل کار خود را رسماً در فرمول ۳ آلمان آغاز کرد. او دو حریف سرسخت داشت که به همراه آن‌ها به راه‌اندازی تیم جوانان مرسدس بنز دست زد.

### بنتون (۱۹۹۵–۱۹۹۱)
در ۱۹۹۱ شوماخر نخستین مسابقه فرمول یک خود را در پیست بلژیک و در تیم جوردن-فورد به انجام رساند. در آن سال جانشین برتراند گاشوت (او به خاطر پاشیدن اسپری نوعی گاز اشک‌آور در صورت یک راننده تاکسی در لندن زندانی شده بود) شد.
و پس از یک مسابقه به تیم بنتون-فورد منتقل شد و در مجموع ۴ امتیاز در جدول رانندگان کسب کرد.
در ۱۹۹۲ قهرمان گرندپری بلژیک شد و در جدول کلی رانندگان در پایان فصل در رده چهارم قرار گرفت. سال ۱۹۹۴ سالی غم‌بار برای میشائیل بود. در این سال دو دوست و همکار خود را به نام‌های رولند راتزنبرگر و آیرتون سنا را در پیست انزو دینو فرراری ایمولا سن‌مارینو از دست داد؛ و همچنین در این سال حادثه‌ای برای کارل وندلینگر در موناکو رخ داد که سالی پر از اندوه را برای او رقم زد.

### سال‌های قهرمانی جهان (۱۹۹۵–۱۹۹۴)
در ۱۹۹۴ نخستین قهرمانی جهان خود را با تیم بنتون رنو و فلاوی بریاتوره کسب کرد و در مسابقه پایانی دامون هیل نزدیکترین رقیبش را شکست داد و به این عنوان نائل شد.
در ۱۹۹۵ دومین عنوان قهرمانی جهان خود را با بنتون به دست آورد! او با همراهی هم تیمی‌اش جانی هربرت، بنتون را به نخستین عنوان سازندگان مسابقه‌های قهرمانی نایل کرد.

### فراری(۲۰۰۶–۱۹۹۶)
در ۱۹۹۶ به فراری ملحق شد و در آن فصل به مقام سوم جهان رسید در ۱۹۹۷ به مقام دوم جهان دست یافت ولی بعد از درگیری با ژاک ویلنوو قهرمان آن سال در مسابقه پایانی، از رده‌بندی خارج شد. در ۱۹۹۸ مقام قهرمانی را به میکا هاکینن در پیست سوزوکا واگذار کرد. در ۱۹۹۹ بعد از شکستگی پا در گرندپری سیلوراستون در بریتانیا، در مالزی به پیست بازگشت و به فراری در کسب عنوان قهرمانی تیمی که از ۱۹۸۳ در حسرت آن بود کمک کرد. در سال ۲۰۰۰ در یک رقابت بی‌نظیر و زیبا با میکا هاکینن فنلاندی توانست سومین مقام قهرمانی جهان خود را به‌دست آورد. در سال‌های ۲۰۰۱ و ۲۰۰۲ هم میشائیل شوماخر بزرگ قهرمانی خود را تکرار کرد و با رکورد خوان مانوئل فانجیو (در دهه ۵۰، ۵ بار قهرمان فرمول یک شده بود) برابری کرد. در ۲۰۰۳ توسط مونتویا تحت فشار قرار گرفت. بعد از شروع ضعیف در آغاز فصل توانست به مسابقات برگردد و ششمین عنوان قهرمانی خود را کسب کند. در این سال شومی در حالی که در سه مسابقه اول فصل نتیجه خوبی نگرفته بود در مسابقه چهارم در ایمولا در حالی که مادرش را از دست داده بود به مقام قهرمانی رسید و آن را به مادرش تقدیم کرد. در ۲۰۰۴ در یک فصل با حاکمیت مطلق فراری از ۱۸ مسابقه سال در ۱۳ مسابقه به قهرمانی رسید و تنها در مسابقه موناکو از دور مسابقه حذف شد. در ۲۰۰۵ در رده سوم رانندگان قرار گرفت و عنوان خود را به فرناندو آلونسو از رنو واگذار کرد. تیم فراری هم به مقام سوم تیمی رسید. در ۲۰۰۶ در یک رقابت فشرده با آلونسو در حالی که ۲۵ امتیاز عقب بود با تلاش فراوان این اختلاف را جبران کرد ولی با بدشانسی به دلیل از دست دادن موتور در سوزوکا و مشکل سوخت‌رسانی و پنچری در اینترلاگوس عنوان قهرمانی را برای دومین بار به آلونسو واگذار کرد.
رانندگی شوماخر در برزیل نمایشی از شوماخر فصل ۲۰۰۰ بود.

## امور خیریه

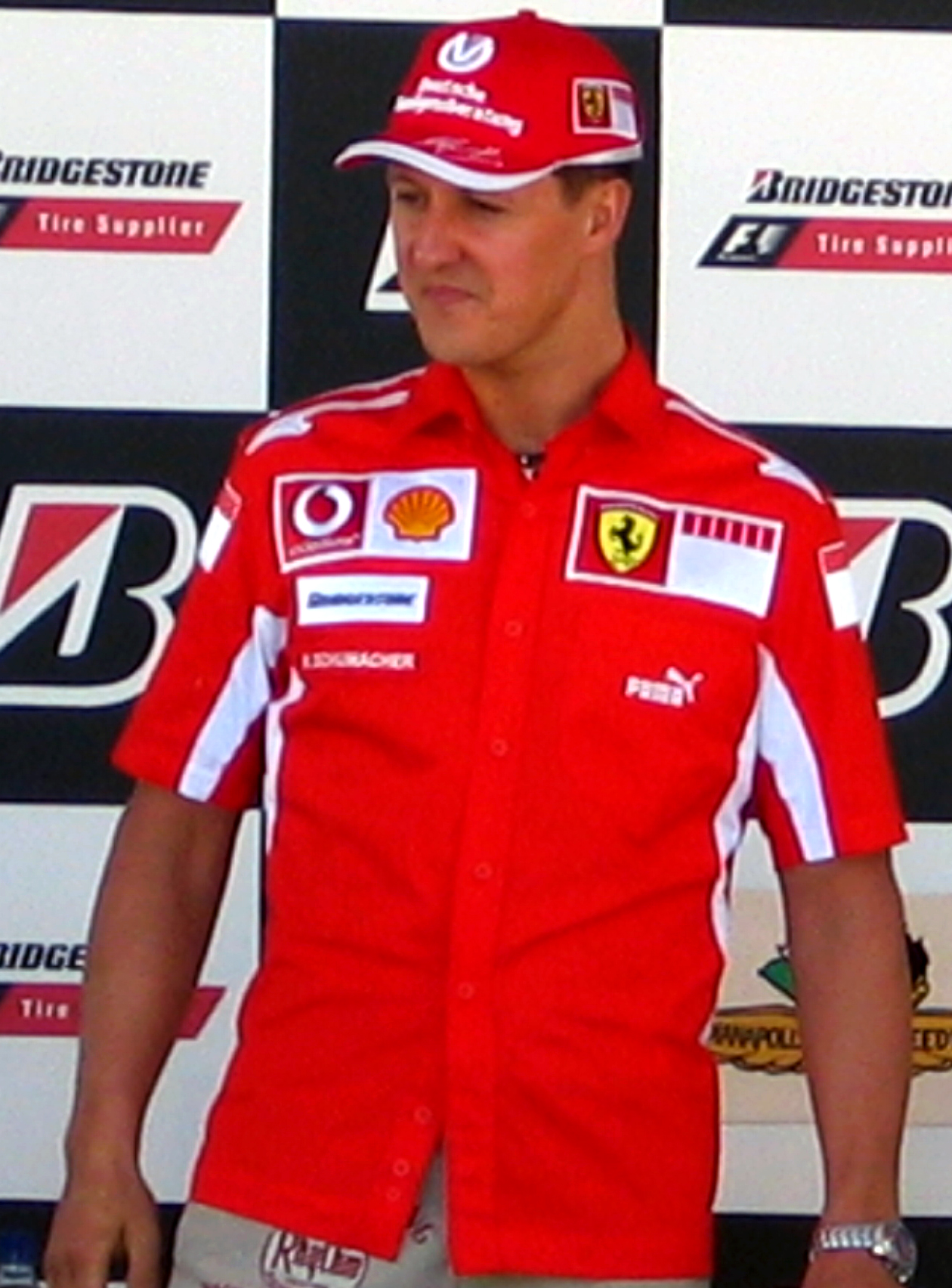
۲۰۰۵

شوماخر در سال ۲۰۰۵ در برنامه نیکوکاری شبکه تلویزیونی زد د اف (ZDF) آلمان مبلغ ۱۰ میلیون دلار را به آسیب‌دیدگان زمین‌لرزه و سونامی اقیانوس هند (۲۰۰۴) اهدا کرد. میزان کمک او از هر ورزشکاری، اغلب تیم‌های ورزشی و بیشتر شرکت‌های جهانی بیشتر بود. او با ترتیب دادن چند بازی فوتبال دوستانه به همراه دیگر رانندگان فرمول یک نیز مبالغی را برای اهداف خیرخواهانه جمع‌آوری کرده‌است. شوماخر یکی از سفیران ویژه یونسکو است که ۳ میلیون دلار هم به این تشکیلات اهدا کرده‌است.

## سانحه مغزی
شوماخر صبح یکشنبه ۲۹ دسامبر ۲۰۱۳ در حالی که به همراه پسرش در کوه‌های آلپ فرانسه اسکی می‌کرد، دچار سانحه شد و سرش به صخره اصابت کرد. به گفته پزشکان، او با سرعت بالا با یک صخره برخورد کرده، به هوا پرتاب شده و دوباره روی صخره فرود آمده‌است. شوماخر در زمان وقوع سانحه از کلاه ایمنی استفاده می‌کرده‌ است و به گفته پزشکان اگر کلاه ایمنی بر سر نمی‌داشت، در جا کشته می‌شد.
پزشکان با انجام عمل جراحی و همچنین مراقبت‌های پزشکی به وضعیت وی رسیدگی کردند.
چندی بعد پزشکان اعلام کردند که روند بازیابی هوشیاری شوماخر آغاز شده‌است. او اکنون برای بازیابی هوشیاری‌اش دارو مصرف می‌کند.
در ۴ آوریل ۲۰۱۴ پزشکان اعلام کردند که شوماخر برای دقایقی از کما خارج شده‌است و به هوش آمده‌است. در سیزدهم ژوئن ۲۰۱۴ نشریه آلمانی بونته خبر داد میشائل شوماخر از بخش مراقبت‌های ویژه به بخش توانبخشی بیمارستان گرنوبل منتقل شده‌است. در ۱۶ ژوئن ۲۰۱۴ وی از حالت کما خارج و از بیمارستان گرنوبل مرخص شد. خانواده شوماخر گفتند که ادامه درمان دور از چشم عموم انجام خواهد شد. چند روز پس از ترخیص شوماخر از بیمارستان، پرونده پزشکی وی از بیمارستان ربوده شد و سارقان اعلام کردند که قصد فروش آن را به رسانه‌ها دارند. آن‌ها برای فروش آن مبلغ ۵۰ میلیون یورو تعیین کردند.